# Allium austrosibiricum
Allium austrosibiricum är en amaryllisväxtart som beskrevs av Nikolai Walterowich Friesen. Allium austrosibiricum ingår i släktet lökar, och familjen amaryllisväxter. Inga underarter finns listade i Catalogue of Life.